# Amyris sandemanii
Amyris sandemanii là một loài thực vật có hoa trong họ Cửu lý hương. Loài này được Sandwith mô tả khoa học đầu tiên năm 1951.